# Comuna Nemîr, Rojîșce
Nemîr (în ucraineană Немир) este o comună în raionul Rojîșce, regiunea Volînia, Ucraina, formată din satele Nemîr (reședința) și Raimisto.

## Demografie
Componența lingvistică a satului Nemîr
     Ucraineană (99,73%)
     Alte limbi (0,28%)
Conform recensământului din 2001, majoritatea populației satului Nemîr era vorbitoare de ucraineană (99,73%), existând în minoritate și vorbitori de alte limbi.